# Via Lucis
Via Lucis ou Caminho da Luz é uma devoção que pode complementar a do Via Crúcis. 

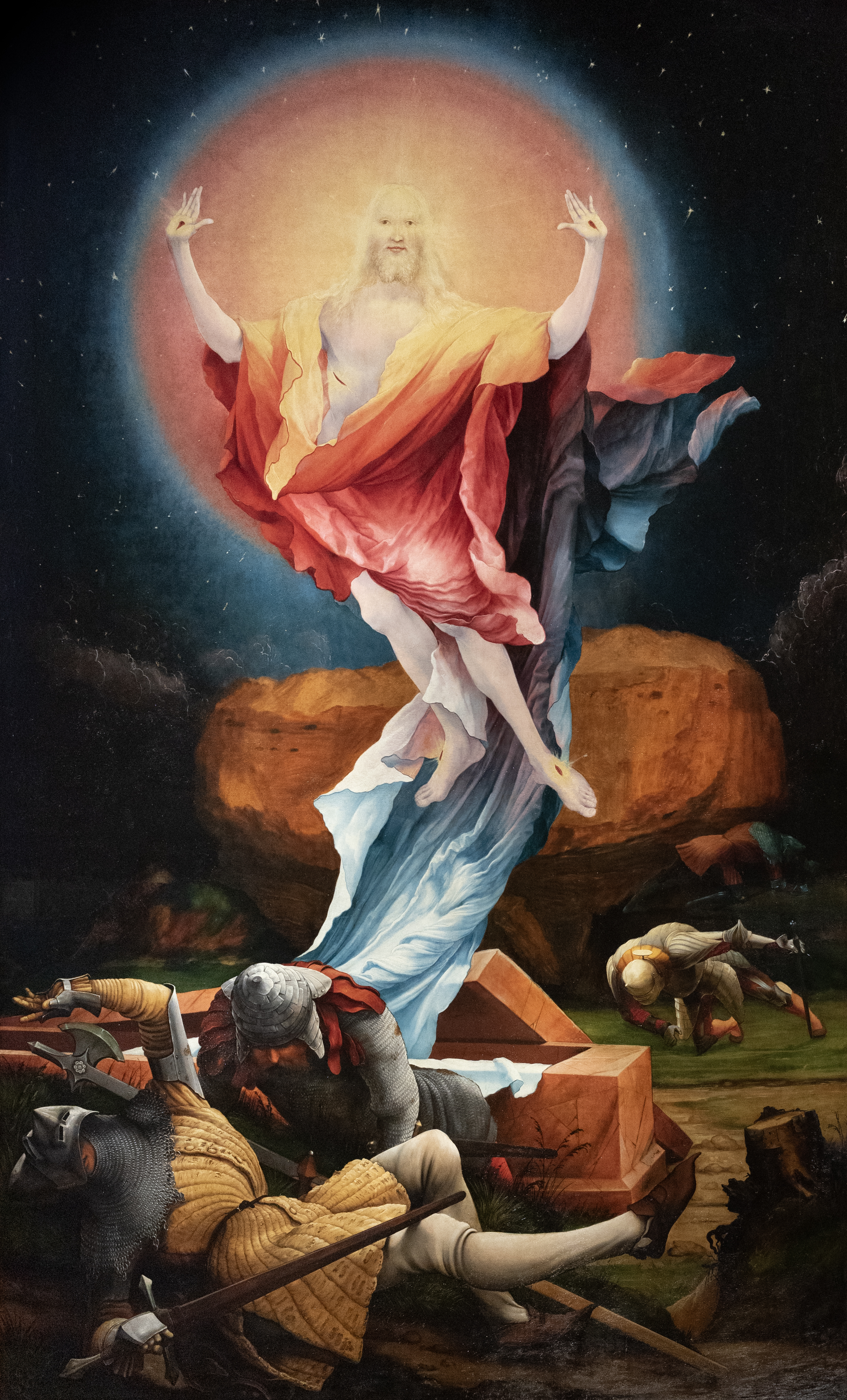
Matthias Grünewald, Ressurreição de Cristo – pormenor do Retábulo de Issenheim, c.1512

A Via Crúcis é uma devoção popular com tradição desde a Idade Média, em que se percorrem os momentos mais importantes da Paixão e Morte de Cristo. Baseando-se em trechos bíblicos dos Evangelhos e do livro dos Atos dos Apóstolos, na Via Lucis, pelo seu lado, percorrem-se catorze estações com Cristo triunfante desde a Ressurreição até Pentecostes. Esta devoção recomenda-se no Tempo Pascal e todos os domingos do ano que estão muito estreitamente vinculados a Cristo ressuscitado.
Cada uma das catorze estações compreende uma leitura da Escritura, uma breve meditação, uma oração e um cântico, habitualmente executados em procissão e com tempos de paragem (à semelhança da via-sacra), entre outros elementos.

## As 14 Estações da Via Lucis[3]
1ª – A Ressurreição
2ª – Sepulcro vazio
3ª – Vi o Senhor!
4ª – No caminho de Emaús
5ª – A Refeição de Emaús
6ª – No Cenáculo
7ª – O Perdão
8ª – A Dúvida
9ª – A pesca grandiosa
10ª – A Rocha
11ª – A Missão
12ª – O Regresso ao Pai
13ª – A espera do Espírito
14ª – O Dom do Espírito Santo